# Thomas Hopkins (Turner)
Thomas Hopkins (* 29. Juli 1903 in Swansea; † 23. Januar 1983 in Reading) war ein britischer Kunstturner.

## Karriere
Hopkins begann seine Karriere mit einem zweiten Platz bei den walisischen Meisterschaften 1923. Ein Jahr später nahm er an den Olympischen Spielen in Paris teil. Hier partizipierte er an neun Wettbewerben, wobei er im Einzelmehrkampf Platz 54 erreichte – mit der Mannschaft wurde er Sechster. Sein bestes Einzelergebnis erzielte der Sportler im Pferdsprung mit Rang 16.